# Associazione Calcio Treviso 1990-1991
Questa voce raccoglie le informazioni riguardanti l'Associazione Calcio Treviso nelle competizioni ufficiali della stagione 1990-1991.

## Stagione
Il Treviso nella stagione 1990-1991 ha partecipato alle seguenti competizioni ufficiali:
- nel campionato di Serie C2 (Girone B) è giunta al diciottesimo e ultimo posto ed è retrocessa in Interregionale.
- nella Coppa Italia Serie C è prima del gruppo D nella fase a gironi, quindi è stata eliminata al secondo turno dal Venezia: ha vinto la gara di andata 1-0 in casa, poi è stata sconfitta 0-2 in trasferta.

## Divise e sponsor
Lo sponsor tecnico è Diadora, mentre lo sponsor ufficiale è Marazzato Treviso.
| Casa |

## Rosa
| N. |                   | Ruolo | Calciatore                |
| -- | ----------------- | ----- | ------------------------- |
|    | Italia (bandiera) | P     | Andrea Piccoli            |
|    | Italia (bandiera) | P     | Luigi Turci               |
|    | Italia (bandiera) | D     | Fabiano Ballarin          |
|    | Italia (bandiera) | D     | Andrew Ceolin             |
|    | Italia (bandiera) | D     | Riccardo Delfini          |
|    | Italia (bandiera) | D     | Massimo Fantinato         |
|    | Italia (bandiera) | D     | Dino Favarato             |
|    | Italia (bandiera) | D     | Mauro Mayer               |
|    | Italia (bandiera) | D     | Paolo Nardelotto          |
|    | Italia (bandiera) | D     | Ferdinando Passariello    |
|    | Italia (bandiera) | D     | Alessandro Pedroni        |
|    | Italia (bandiera) | D     | Christian Pettenò         |
|    | Italia (bandiera) | D     | Fabio Tibaldo             |
|    | Italia (bandiera) | C     | Riccardo Barbieri         |
|    | Italia (bandiera) | C     | Daniele Battaggia         |
|    | Italia (bandiera) | C     | Giovanni Battista Berlese |
|    | Italia (bandiera) | C     | Fabio Bolletta            |

| N. |                   | Ruolo | Calciatore         |
| -- | ----------------- | ----- | ------------------ |
|    | Italia (bandiera) | C     | Paolo Bortoluzzi   |
|    | Italia (bandiera) | C     | Luca Boscato       |
|    | Italia (bandiera) | C     | Marco De Stefani   |
|    | Italia (bandiera) | C     | Giampaolo Gheller  |
|    | Italia (bandiera) | C     | Luca Giovanelli    |
|    | Italia (bandiera) | C     | Daniele Giulietti  |
|    | Italia (bandiera) | C     | Alessandro Lenisa  |
|    | Italia (bandiera) | C     | Mirko Odorico      |
|    | Italia (bandiera) | C     | Umberto Salamone   |
|    | Italia (bandiera) | C     | Filippo Salierno   |
|    | Italia (bandiera) | C     | Alessandro Silboni |
|    | Italia (bandiera) | C     | Marco Tomaselli    |
|    | Italia (bandiera) | C     | Domenico Toscano   |
|    | Italia (bandiera) | A     | Alberto Martignon  |
|    | Italia (bandiera) | A     | Alessandro Toffoli |
|    | Italia (bandiera) | A     | Alex Visentin      |
|    | Italia (bandiera) | A     | Stefano Zardo      |

## Risultati

### Campionato

#### Girone di andata
| 16 settembre 1990 1ª giornata | SPAL | 1 – 0 | Treviso |  |

| 23 settembre 1990 2ª giornata | Treviso | 3 – 2 | Legnano |  |

| 30 settembre 1990 3ª giornata | Suzzara | 1 – 1 | Treviso |  |

| 7 ottobre 1990 4ª giornata | Treviso | 0 – 0 | Ravenna |  |

| 14 ottobre 1990 5ª giornata | Pergocrema | 3 – 0 | Treviso |  |

| 21 ottobre 1990 6ª giornata | Palazzolo | 3 – 0 | Treviso |  |

| 4 novembre 1990 7ª giornata | Treviso | 1 – 1 | Centese |  |

| 11 novembre 1990 8ª giornata | Fiorenzuola | 1 – 1 | Treviso |  |

| 18 novembre 1990 9ª giornata | Treviso | 0 – 0 | Solbiatese |  |

| 25 novembre 1990 10ª giornata | Cittadella | 1 – 0 | Treviso |  |

| 2 dicembre 1990 11ª giornata | Treviso | 0 – 1 | Valdagno |  |

| 9 dicembre 1990 12ª giornata | Ospitaletto | 0 – 0 | Treviso |  |

| 16 dicembre 1990 13ª giornata | Treviso | 2 – 0 | Pievigina |  |

| 30 dicembre 1990 14ª giornata | Leffe | 2 – 1 | Treviso |  |

| 6 gennaio 1991 15ª giornata | Treviso | 1 – 1 | Virescit Bergamo |  |

| 13 gennaio 1991 16ª giornata | Saronno | 2 – 1 | Treviso |  |

| 20 gennaio 1991 17ª giornata | Treviso | 3 – 1 | Lecco |  |

#### Girone di ritorno
| 3 febbraio 1991 18ª giornata | Treviso | 0 – 1 | SPAL |  |

| 10 febbraio 1991 19ª giornata | Legnano | 0 – 0 | Treviso |  |

| 17 marzo 1991 20ª giornata | Treviso | 0 – 0 | Suzzara |  |

| 24 febbraio 1991 21ª giornata | Ravenna | 3 – 1 | Treviso |  |

| 3 marzo 1991 22ª giornata | Treviso | 0 – 0 | Pergocrema |  |

| 17 marzo 1991 23ª giornata | Treviso | 1 – 2 | Palazzolo |  |

| 24 marzo 1991 24ª giornata | Centese | 0 – 0 | Treviso |  |

| 30 marzo 1991 25ª giornata | Treviso | 1 – 1 | Fiorenzuola |  |

| 7 aprile 1991 26ª giornata | Solbiatese | 3 – 1 | Treviso |  |

| 14 aprile 1991 27ª giornata | Treviso | 1 – 1 | Cittadella |  |

| 28 aprile 1991 28ª giornata | Valdagno | 1 – 0 | Treviso |  |

| 5 maggio 1991 29ª giornata | Treviso | 2 – 0 | Ospitaletto |  |

| 12 maggio 1991 30ª giornata | Pievigina | 1 – 0 | Treviso |  |

| 19 maggio 1991 31ª giornata | Treviso | 0 – 1 | Leffe |  |

| 26 maggio 1991 32ª giornata | Virescit Bergamo | 2 – 0 | Treviso |  |

| 2 giugno 1991 33ª giornata | Treviso | 2 – 1 | Saronno |  |

| 9 giugno 1991 34ª giornata | Lecco | 3 – 0 | Treviso |  |